# El Buen Tono
El Buen Tono fue una empresa tabacalera mexicana. Con un importante auge en el Porfiriato, fue fundada por Ernesto Pugibet en 1884 y cesó operaciones en 1961 cuando fue absorbida por Cigarros La Tabacalera Mexicana (Cigatam) su principal competencia en el siglo XIX.

## Historia
El empresario francés Ernesto Pugibet emigró de Francia para trabajar en la industria tabacalera de Cuba, como en la Fábrica de Cigarrillos Susini, en La Habana. Llegó a México en 1879 al puerto de Veracruz, para moverse hacia la Ciudad de México con el fin de establecer una compañía productora de cigarrillos. De 1879 a 1884 inició su labor comercial en México viajando a distintos puntos del país promocionando sus productos que se fabricaban de manera artesanal, situándose en un primer local en la calle de Puente Quebrado (actual Roldán). Pugibet se interesó tempranamente por la automatización de su producción, por lo cual instaló una fábrica con una máquina productora de cigarrillos situada en San Felipe Neri 12 (actual República del Salvador) creciendo su producción.En esta época Pugibet vendía la marca «Rusos». Asociado con su hermano Julio y Andrés Eizaguirre fundó la cigarrera El Buen Tono perteneciente a Ernesto Pugibet y Compañía. En 1884 el empresario se casó con Guadalupe Portilla, quien pertenecía a una familia de clase alta de la capital mexicana. 
El local de trabajo de El Buen Tono sufrió un incendio, por lo que Pugibet fundó Sociedad Anónima de El Buen Tono (El Buen Tono S.A.) una nueva compañía sumando a sus antiguos socios, a su esposa Guadalupe y a Francisco Pérez Vizcaíno con un capital de un millón de pesos de la época. Para ello compró junto a su esposa Guadalupe Portilla unos terrenos en la zona del antiguo Convento de San Juan de la Penitencia, mismo que fue desamortizado tras las Leyes de Reforma. Pugibet construyó una fábrica en Plaza de San Juan 218 que encargó a Miguel Ángel de Quevedo en el sitio del convento del cual sólo sobrevivió el templo principal. A la postre Pugibet desarrollaría en la zona y otras adyacentes un proyecto urbano que comprendería distintas instalaciones habitacionales y de servicios para las personas que trabajaban en su empresa. 
Dentro del desarrollo de instalaciones adicionales a la fábrica principal, Pugibet construiría una serie de edificios en torno a la actual Plaza de San Juan, proyectada y edificada en 1894, incluyendo el conjunto  la colonia El Buen Tono —sitio habitacional para obreros de su fábrica— y el Edificio Mascota en Avenida Bucareli.